# Satu Nou de Jos, Maramureș
Satu Nou de Jos este un sat în comuna Groși din județul Maramureș, Transilvania, România.

## Istoric
Prima atestare documentară: 1828 (Also Újfalu).   atestare eronată! Satul exista și la începutul secolului al XVIII-lea

## Etimologie
Etimologia numelui localității: din Sat (< subt. sat „așezare rurală" < lat. fossatum) + Nou (< adj. nou „făcut de curând" < lat. novus) + de + Jos (< adv. jos „așezat la vale" < lat. deo(r)sus). 

## Demografie
La recensământul din 2011, populația era de 1.055 locuitori. 